# HMS Abyssinia
«Абіссинія» (англ. HMS Abyssinia) був брустверним монітором сконструйованим та побудованим фірмою J & W Dudgeon спеціально для Бомбейської флотилії (Bombay Marine) як корабель оборони гавані Бомбею.

## Історія створення
Корабель був сконструйований сером Едвардом Рідом (Edward Reed), та був зменшеною версією, фактично напів-однотипним кораблем з моніторами типу «Цербер» «Цербер» та «Магдала». Передбачалося, що «Абіссинія»  та «Магдала» служитимуть спільно на одній станції, забезпечуючи взаємну підтримку. Враховуючи визначені потреби берегової оборони району Бомбею, лорди-члени Комітету Адміралтейства здійснювали тиск на міністерство Індії, аби воно замовило два монітори типу «Цербер». Втім після замовлення «Магдали», виявилось, що асигнованих коштів не вистачає, через що  з'явилася потреба у конструюванні меншого, дешевшого корабля.
«Абіссинія» у цілому нагадувала «Магдалу», але була меншою і коштувала дешевше на 20 000 фунтів стерлінгів. Корабель мав трохи нижчий надводний борт, більш короткий бруствер (підвищення на палубі), міг нести менше вугілля і мав швидкість приблизно на один вузол меншу порівняно з «Магдалою». 
Перехід з Англії  до бази корабля в Бомбеї був здійснений виключно за рахунок парової машини корабля, без використання допоміжних вітрил, як у моніторів типу «Цербер». Також на «Абіссинії» не встановлювали тимчасових надбудов для поліпшення її морехідності, завдяки чому її перехід пройшов швидше порівняно з більшими моніторами.

## Історія служби
Впродовж всієї служби «Абіссинія» переважно простоювала на якорі у гавані Бомбею, якщо не рахувати коротких виходів у море для навчальних стрільб. Коли Індійська служба оборони гавані була ліквідована у 1903 році, корабель продали на місці для розбору на метал.